# Julius Rée
Julius Rée (1. juni 1817 i Aarhus – 3. september 1874) var en dansk handelsmand og politiker, bror til Anton og Bernhard Rée og far til Eduard Rée.
Han var søn af grosserer Hartvig Philip Rée. Han nedsatte sig 1842 som købmand i Randers, hvor han efterhånden kom til at beklæde en stor mængde tillidsposter. Således var han medlem af havnekommissionen, af borgerrepræsentationen og af repræsentantskabet for den mosaiske menighed. Af denne menighed blev han efter sin bortrejse fra byen udnævnt til æresmedlem. Endvidere var han medlem af nogle kommissioner, der nedsattes angående spørgsmålet om sejlbargørelsen af Gudenå. I Randers ægtede han 15. januar 1845 sin kusine Louise Lipmann (1824-1893), datter af købmand Lipmann i Aalborg. I foråret 1857 rejste han til København, hvor han nedsatte sig som grosserer. 1864 valgtes han i Randers til medlem af Rigsrådets og Rigsdagens Folketing, i hvilke forsamlinger han havde sæde henholdsvis til forfatningsforandringen 1866 og til sin død. 1866 var han medstifter af Creditkassen for Landejendomme i Østifterne, af hvis direktion han var medlem til 1874.
Rée havde betydelig interesse for offentlige anliggender og for litterære sysler, særlig i historisk retning, og han har foruden en stor mængde bladartikler angående handels- og næringsforhold skrevet en del historiske afhandlinger, deriblandt "Nogle Undersøgelser over Norges Forhold i 1814", der offentliggjordes i Dansk Maanedsskrift. Han døde efter en langvarig sygdom 3. september 1874.